# Mots de liaison en allemand
 (janvier 2015).
Cet article présente quelques connecteurs en allemand, à utiliser dans un texte pour le fluidifier. 

## Explication
Lorsqu'ils sont placés au début de la phrase, ils occupent la 1re place. En allemand, le verbe est toujours à la deuxième place, il doit donc se placer juste après le mot de liaison, avant le sujet.
Ex : « Zuerst isst er eine Pizza » : « D'abord, il mange une pizza ».
Le connecteur zuerst occupe la première place, le verbe conjugué isst est en deuxième place et le sujet er arrive derrière. Ce modèle doit être utilisé pour tous les connecteurs, excepté les mots de liaison (und, aber, denn, sondern et oder)

## Connecteurs logiques pour structurer un texte
- zunächst : tout d’abord
- zuerst : d'abord
- erstens : premièrement, en premier lieu
- dann : ensuite
- außerdem : en outre
- dazu : de plus
- übrigens : d'ailleurs
- danach : à la suite de cela
- ebenfalls : également
- endlich : enfin, finalement
- Zum Schluss : finalement
- Schließlich: finalement

## Connecteurs logiques d'opposition
- aber : mais
- doch, dennoch : mais, cependant, pourtant
- jedoch : cependant
- dagegen : en revanche
- allerdings : toutefois

## Connecteurs logiques de conséquence
- darum, deswegen, deshalb : c'est pourquoi
- aus diesem Grund : pour cette raison
- aufgrund/auf Grund (+Genitiv) :  En raison de
- also : donc
- infolgedessen : par conséquent
- wegen  (+Genitiv) : à cause de
- Dank (+Dativ/Genitiv) : grâce à

## Connecteurs logiques de concession
- trotz + génitif : malgré
- trotzdem : malgré tout
- obwohl (annonce une subordonnée avec verbe conjugué en dernière position) : bien que
- zwar : certes
- hoffentlich : pourvu que
- einerseits: d'une part suivi par andererseits: d'autre part

## Connecteurs logiques de cause
- nämlich : en effet, annonce d'une explication ou précision (ce connecteur n'est jamais en début de phrase ou de proposition)
- tatsächlich : effectivement
- denn (ne change pas la place du verbe) : car

## Outils d'insistance, de nuance

### Principalement, surtout, insistance
- hauptsächlich : principalement
- besonders, insbesondere : en particulier, surtout
- sicherlich, bestimmt, gewiss : sûrement, certainement
- normalerweise : normalement
- wirklich : vraiment
- zweifellos : sans aucun doute
- keinesfalls, auf keinen Fall : en aucun cas
- auf jeden Fall : en tout cas
- unbedingt : absolument
- eigentlich : à vrai dire, en fait
- das heißt, das bedeutet : c’est-à-dire (en conséquence)

### Presque, en partie, partiellement
- fast, nahezu, beinahe : presque, pratiquement
- gewissermaßen : en quelque sorte
- teils, zum Teil, teilweise : en partie
- irgendwie : d'une certaine manière

## Sources
- http://www.integrersciencespo.fr/index.php?article59/les-mots-de-liaison-en-allemand-pour-l-expression-ecrite
- http://www.allemandfacile.com/exercices/exercice-allemand-2/exercice-allemand-63272.php